# Гебхард фон Шрапелау
Гебхард фон Шрапелау (на немски: Gebhard von Schrapelau; † 1340) е епископ на Мерзебург (1320 – 1340).

## Живот
Той е от фамилията Шраплау на графовете на Кверфурт и на Мансфелд. Син е на Бурхард II/VI, наричан „парцал“ („Lappe“), господар на Шраплау († сл. 1303), и съпругата му фон Лобдебург-Арншаугк, дъщеря на граф Ото IV фон Лобдебург-Арншаугк († 1289) и на фон Шварцбург-Бланкенбург († 1289), дъщеря на граф Гюнтер VII фон Шварцбург-Бланкенбург († сл. 1274). Внук е на бургграф Бурхард VI фон Кверфурт († 1254/1258), граф на Мансфелд и на Шраплау, и бургграфиня София фон Мансфелд († сл. 1233). Племенник е на Зигфрид II фон Кверфурт († 1310), епископ на Хилдесхайм (1279 – 1310). Брат е на Бурхард 'Стари', господар на Шраплау († 1341), Бурхард IX фон Ветин († сл. 1365) и Бурхард III († 1325, убит), архиепископ на Магдебург (1307 – 1325).
Гебхард фон Шрапелау е избран през февруари 1320 г. за епископ на Мерзебург след Хайнрих IV Киндт (20 декември 1300 – 21 декември 1319). След него епископ става Хайнрих V фон Щолберг († 1357).